# Província de Berkane
La província de Berkane (en àrab إقليم بركان, iqlīm Birkān; en amazic ⵜⴰⵙⴳⴰ ⵏ ⴱⵔⴽⴰⵏ, tasga n Brkan) és una de les províncies del Marroc, fins 2015 part de la regió de L'Oriental  i actualment de la nova regió de L'Oriental. Té una superfície de 1.984 km² i 289.137 habitants censats en 2004. La capital és Berkane.

## Demografia
| 250.715                                  | 270.328 | 289.137 |
| 1994, 2004 : cens oficial ; 2014 : cens. |         |         |

## Divisió administrativa
La província de Berkane consta de 6 municipis i 10 comunes:
| Nucli de població           | Habitants 1994 | Habitants 2004 | Habitants 2014 |
| --------------------------- | -------------- | -------------- | -------------- |
| Berkane (M)                 | 77.026         | 80.012         | 109.237        |
| Saidia (M)                  | 2.563          | 3.338          | 8.780          |
| Sidi Slimane Echcharraa (M) | 16.518         | 22.904         | 30.202         |
| Aklim (M)                   | 7.992          | 8.969          | 9.695          |
| Ahfir (M)                   | 20.508         | 19.482         | 19.630         |
| Ain Erreggada (M)           | 3.228          | 2.983          | 2.694          |
| Aghbal                      | 12.337         | 13.809         | 14.908         |
| Fezouane                    | 7.507          | 10.304         | 5.089          |
| Laatamna                    | 14.640         | 15.493         | 13.996         |
| Madagh                      | 13.418         | 13.980         | 14.486         |
| Boughriba                   | 21.793         | 20.560         | 20.513         |
| Chouihia                    | 12.795         | 12.539         | 12.245         |
| Rislane                     | 6.008          | 5.195          | 4.265          |
| Sidi Bouhria                | 5.901          | 5.400          | 4.525          |
| Tafoughalt                  | 3.787          | 3.150          | 2.735          |
| Zegzel                      | 24.260         | 32.210         | 16.137         |
| Total                       | 250.715        | 270.328        | 289.137        |